# 近田力丸
近田 力丸（ちかだ りきまる、英語：Rikimaru Chikada、1993年（平成5年）11月２日）は、兵庫県伊丹市の出身。ダンス振付師、ダンサー、アーティストであるRikimaruとして知られている。
2019年、エイベックス トラックス所属・日中混合男性アイドルグループ・WARPs UPのリーダーとしてデビュー。
2021年、中国の人気アイドルオーディション番組「創造営2021」の決勝で第３位取得した後、哇唧唧哇に所属する中国のグローバル男性アイドルグループ・INTO1(イントゥーワン)のメンバーに決定。
2023年、ソロアーティストとして活動開始。音楽制作でアメリカ、韓国への渡航が多く、音楽番組のレギュラー出演、アルバムリリース、音楽フェス出演、ブランドアンバサダー等等、中国を拠点に多面的に活動展開。2023年9月〜2023年12月にかけて、中国の北京、深圳、上海、成都でツアー開催。
2024年、所属事務所のAvexを離れ、新しい所属の元で活動中。2024年7月2日に第二シングルの「Can't Get Enough」をリリースし、中国、シンガポール、タイ、マレーシア、ベトナム等等多くの国の音楽ランキングの上位にランクイン(中国はBillboard Top 8、シンガポール、マレーシア、ベトナムはiTunes Song Top 1)

## 人物
1993年11月2日、兵庫県伊丹市に生まれ、4歳からダンスを始め、13歳から踊りを教え始め、19歳のころから振付師になった。兵庫県立伊丹高校、京都外語大学・ポルトガル語学部卒業。コマーシャル振り付けデビュー作は、BoAのLookBook（ダンスブレイク部分) (2015)。
母はジャズダンサーであり、ダンススタジオを運営している。父はプロ野球選手兼コーチ。妹の近田夢里もプロダンサー兼振付師。妹とともに@theosystemjpというスタジオで働いていた。
アメリカ留学中は、初日本人メンバーとして、アメリカのトップ青少年ダンサー集団の  ImmaBEAST に参加。 天才ダンサー・振付師 Sean Lewとの親交もこの時期からだとされている。
ダンスの教えが好評で、EnhypenのNI-KIなど、アイドルのダンス先生という履歴を持ち、ファンからは「力丸先生」とも呼ばれる。。
日本語の他、英語、ポルトガル語、中国語が堪能。

## 経歴

### 1997-2011（4~18歳）：日本でベース構築
4歳からダンスを始め 。9歳の頃、母と一緒に「学校へ行こう」の番組に出演。2007年に妹と兄妹ダンスユニット「Respect」結成し、2011年に日本テレビの『24時間テレビ：ダンス甲子園』で優勝。その後、『スタードラフト会議』などのダンスのテレビ番組にも出演。 
2007年～2008年 
・ALL KANKYUU ダンスコンテスト 優秀パフォーマンス賞/個人賞 
・第２回 セルシーキッズダンスコンテスト テレビ大阪賞 
・ポッキー＆プリッツの日 ダンスコンテスト RSP賞 
・KIDS MIX 2007 ベストダンサー賞/個人賞 
・第４回 ダンスオリンピック 優勝 
・第２回 K-palette CUP 準優勝 
・全国スーパーキッズダンスコンテスト　九州大会(優勝)　四国大会(特別賞) 
・FLY HIGH キッズダンスコンテスト 優秀パフォーマンス賞 
・神戸六甲アイランド　第１回　ダンスチャンピオンシップ 審査員特別賞 
・MOVE MIX BEST Ｇクラス WINNER 
・全国スーパーキッズWEST早期予選３位 
・第５回南港ダンスフェス春グランプリ　 準グランプリ ・中学ダンスアタック西日本大会 FINALIST 
・第９回 COMBOX 優勝 
・ダンスアタック東京大会　 準優勝 
・スーパーチャンプル 第３回 中学高校ストリートダンス選手権準優勝　・・・等多数受賞。 
2011年6月に活動再開 8月 ダンスアタック高校生の部 　優勝 
8月 24時間テレビ ダンス甲子園　 優勝 
10月 日本テレビ「スタードラフト会議」初出演 
12月 マイケルジャクソントリビュートライブ出演。 

### 2012年～2020年（19-27歳）：国際交流とWARPs UP
2012年～2015年、ロサンゼルス（米国）でダンス、振付スキルを修め、有名なダンサーと交流。この間、アメリカのジュニアダンスチャンピオンシップで優勝したアメリカのトップヒップホップダンスグループの1つであるImmaBEASTに参加。 
2015年、最初のコマーシャル振付作品であるBoAの『LookBook』（ダンスブレイクパート）をリリース。
世界中の多くのスタジオ、特に日本、韓国、米国の次の3つの主要なダンススタジオとのコラボ。 
2015年〜2020年：日本を代表するスタジオEN Dance Studioのダンサー、振付師、ダンス教師
2016年〜2018年：韓国トップクラスのダンススタジオ1MILLION DANCE STUDIOの振付師、特別ゲストコーチ
2015年〜2018年：ミレニアムダンスコンプレックスロサンゼルススタジオ（USA）で交流 
2016年、中国主催の世界中のプロのダンサーが交流し、競争するダンスビジョンコンテストの審査員を務めた。 
2018年、妹の夢里とともにチームを率い、ダンスビジョンVol.6 で優勝。同年、彼の振付作品はワールドオブダンスジュニア（大阪駅）準優勝を受賞。
SMエンタテインメント（韓国）のアーティストなど、国内外の多くのアーティストの振付師。彼が所属するグループWarps UpとINTO1の作品を振付している。
また、堂本光一、大野智、BoA、森健人、SHINeeなどの有名ダンサー、歌手、アイドルのミュージックビデオやコンサートに出演したプロダンサー。 
2020年現在、16つの個人振付作品と14つの共同振付作品を含む約30つのコマーシャル振付作品（未完成）がある。 
2019年、リーダー、ボーカル、振付師などの役割で、所属事務所エイベックスの管理下でボーイグループWARPsUPのメンバーになる。

### 2021年～2023年：「創造営2021」とINTO1
2021年、AvexTraxエンターテインメント会社の研修生として中国で開催されたTencentVideoの人気アイドルオーディション番組「創造営2021」に出演。 
「創造営2021」の各エピソードでのランキング：8 – 8 – 4 – 3 – 3 – 3 – 4 – 4 – 3 。 
2021年4月24日、番組の決勝３位で、グローバル男性アイドルグループINTO1(イントゥーワン)のメンバーに決定。
2021年4月中に、INTO1と一緒にタイ、日本、中国でコンサート開催。
2023年4月24日、2年限定のグループINTO1が終了。
2023年〜現在：ソロアーティストとしての活動
2023年4月25日、個人スタジオ(工作室)を成立し、ソロ活動を開始。
2023年6月8日、中国PADIの海洋環境保善推進MV 《海洋少年》に出演。
2023年7月27日、初フルアルバム 「CLOWN OR CROWN」の先行曲<TALKIN'BOUT>をリリース。
2023年9月7日、初フルアルバム 「CLOWN OR CROWN」(13曲)をリリース。主題曲の「I'm Riki」のMVをリリース。中国、シンガポール、マレーシア、タイ、ベトナム、日本の音楽ランキング、iTunesのトップアルバムにランクイン。
2023年11月〜12月、Youku制作の歌番組＜朝阳打歌中心＞のレギュラーゲストとして出演。
2023年11月〜12月、北京、深圳、上海、成都でツアー公演開催。
2023年11月24日、WOD中国予選のジャッジとして審査員を務める。2024年4月20-21日、上海で開催された予選最終決戦の公式審査員としてWOD中国に参加し、ジャッジショーを披露。
2024月1月23日、テンセント主催のテンセント音楽ランキング2023年度版で年度新人賞を受賞。
2024年3月、中国ロートのロートメラノCCブランドアンバサダー就任。
2024年4月、所属事務所のAvexを離脱。
2024年7月2日、第二シングルの「Can't Get Enough」をリリース。
2024年7月19日、第五回TMEA室内音楽フェスに出演し、第一アルバム「Clown or Crown」の4曲（"Suffocate", "Paranoid", "Bye bye", "Sink or Swim"）をステージで披露。

## コマーシャル振付作品
| 番号 | タイトル          | アーティスト | 脚注                               | 備考         |
| ---- | ----------------- | ------------ | ---------------------------------- | ------------ |
| 1    | Famous            | テミン       | MV, Taemin Arena Tour 2019         | [ 4 ] [ 16 ] |
| 2    | Eclipse           | テミン       | Taemin Arena Tour 2019             | [ 16 ]       |
| 3    | Into the Rhythm   | テミン       | Taemin Arena Tour 2019             | [ 16 ]       |
| 4    | One Shot Two Shot | BoA          | MV                                 | [ 17 ]       |
| 5    | ABOAB             | SHINee       | Concert SHINee World 2017          | [ 18 ]       |
| 6    | Tell me your name | SHINee       | Concert SHINee World 2017          | [ 18 ]       |
| 7    | JOJO              | SHINee       | Concert SHINee World 2017          | [ 18 ]       |
| 8    | Nothing to lose   | SHINee       | Concert SHINee World 2017          | [ 18 ]       |
| 9    | Kitchen Beat      | NCT127       | NCT 127 Arena Tour NEO CITY: JAPAN | [ 4 ]        |
| 10   | I wanna I wanna   | Banana Lemon | 3版                                | [ 4 ]        |
| 11   | Girls gone wild   | Banana Lemon |                                    | [ 4 ]        |
| 12   | SugarBaby         | Banana Lemon |                                    | [ 4 ]        |
| 13   | Ever After        | 東京女子流   |                                    | [ 4 ]        |
| 14   | 2016 Crazy World  | 羅志祥       | R＆Bパート                         | [ 4 ]        |
| 15   | Cloud9            | Warps Up     |                                    | [ 19 ]       |
| 16   | Supernova         | Warps Up     |                                    | [ 20 ]       |

ディスコグラフィー
シングル
| Year | Title                | アルバム         | 備考 |
| ---- | -------------------- | ---------------- | ---- |
| 2022 | UP and Down 无限想象 | Non Album Single |      |
| 2022 | Daisy                | Non Album Single |      |
| 2022 | Monster              | Non Album Single |      |
| 2023 | TALKIN'BOUT          | Single           |      |
| 2024 | Can't Get Enough     | Single           |      |

アルバム
| Year | タイトル       | Album        | Ref. |
| ---- | -------------- | ------------ | ---- |
| 2023 | Clown or Crown | フルアルバム |      |

## 共同振付作品
| 番号 | タイトル            | アーティスト | 脚注                                                            | コラボ                  | 備考   |
| ---- | ------------------- | ------------ | --------------------------------------------------------------- | ----------------------- | ------ |
| 1    | Lookbook            | BoA          | ダンスブレークパート                                            |                         | [ 4 ]  |
| 2    | Mars                | テミン       | Taemin Arena Tour 2019                                          | 仲宗根梨乃              | [ 16 ] |
| 3    | Slave               | テミン       | Taemin Arena Tour 2019                                          | 仲宗根梨乃チーム        | [ 16 ] |
| 4    | Tiger               | テミン       | Taemin Arena Tour 2019                                          | 仲宗根梨乃チーム        | [ 16 ] |
| 5    | Kiminoseide         | SHINee       | Concert SHINee World The Best 2018, Japan                       | 仲宗根梨乃              | [ 18 ] |
| 6    | Evil                | SHINee       | Concert SHINee World The Best 2018, Japan                       | 仲宗根梨乃チーム        | [ 18 ] |
| 7    | Stranger            | SHINee       | Concert SHINee World The Best 2018, Japan                       | 仲宗根梨乃チーム        | [ 18 ] |
| 8    | Love like oxygen    | SHINee       | Concert SHINee World The Best 2018, Japan                       | 仲宗根梨乃チーム        | [ 18 ] |
| 9    | Your name/Replay    | SHINee       | Musical version, 8 版 Concert SHINee World The Best 2018, Japan | 仲宗根梨乃チーム        | [ 18 ] |
| 10   | Every time          | SHINee       |                                                                 | 仲宗根梨乃チーム        | [ 18 ] |
| 11   | Work you out        | SHINee       | Dancers performance                                             | 仲宗根梨乃チーム        | [ 18 ] |
| 12   | GENTLEMEN           | SHINee       |                                                                 | 仲宗根梨乃チーム, Maika | [ 18 ] |
| 13   | Rookie              | Red Velvet   | Intro                                                           |                         | [ 4 ]  |
| 14   | One Hundred Degrees | Warps Up     |                                                                 |                         | [ 20 ] |

## 「創造営2021」の演出
| 時間          | 曲情報 | 役割     |
| ------------- | --- | -------- |
| 2021年2月17日 | "A Caminhada" - 曲の説明：最初の評価演奏（グループ） - オリジナル歌手：Gloria Groove - 共演：宇野賛多[2] "China" - 曲の説明：最初の評価演奏（個人） - オリジナル歌手：Dirty Class[2] "愛愛愛" - 曲の説明：最初の評価演奏（個人） - オリジナル歌手：方大同[2] | -        |
| 2021年3月3日  | "蓮"（Lit） - 曲の説明：グループ演奏 - オリジナル歌手：張藝興 - 共演：刘宇、徐紹嵐、懌涵、任胤蓬、羅言、李洛爾 [2] | センター |
| 2021年10月3日 | "我们一起闯"（中国語版） - 曲の説明：公式主題曲 - オリジナル歌手：オリジナル曲 - 共演：他の研修生[2] "ChuangTo-GatherGo！"（英語版） - 曲の説明：公式主題曲 - オリジナル歌手：オリジナル曲 - 共演：他の研修生[2]                                             | ４位     |
| 2021年3月28日 | "Joker " - 曲の説明：位置評演奏 - オリジナル歌手：張藝興 - 共演：贊多、吳海、任胤蓬、徐紹嵐[2] | センター |
| 2021年4月10日 | "璧"（Jade） - 曲の説明：主題レビュー曲 - オリジナル歌手：オリジナル曲 - 共演：周柯宇、奧斯卡、劉彰、尹浩宇、張嘉元 - 助演：劉些寧（硬糖少女 303）[2] | センター |
| 2021年4月24日 | "少年的模样 " - 曲の説明：決勝演奏 - オリジナル歌手：オリジナル曲 - 共演：奧斯卡、高卿塵、刘宇、贊多、劉彰、尹浩宇、周柯宇 [2] "Joga O Bum Bum Tam Tam " - 曲の説明：決勝個人演奏 - オリジナル歌手：KondZilla [2]                                            | -        |

## 他演出・番組

### 参加したMV
| 年   | 作品                      | アーティスト                    | 役割     | 備考   |
| ---- | ------------------------- | ------------------------------- | -------- | ------ |
| 2016 | LookBook                  | BoA                             | ダンサー | [ 21 ] |
| 2015 | Make That Sh*t Work       | Willdabeast, T-Pain ft. Juicy J | ダンサー | [ 18 ] |
| 2015 | You Will （ダンスビデオ） | ケント・モリ                    | ダンサー | [ 22 ] |

### TVショー
| 年        | 番組                                               | 備考   |
| --------- | -------------------------------------------------- | ------ |
| 2011-2012 | 世界1のSHOWタイム～ギャラを決めるのはアナタ～ [14] | [ 18 ] |
| 2011-2012 | スタドラフト会議                                   | [ 18 ] |
| 2011-2012 | PON!                                               | [ 18 ] |
| 2011-2012 | 24時間テレビダンス甲子園                           | [ 18 ] |
| 2011-2012 | とくダネ                                           | [ 18 ] |
| 2011-2012 | ヒルナンデス                                       | [ 18 ] |
| 2023      | 朝阳打歌中心                                       |        |

### TVC
| 年   | タイトル      | アーティスト | 役割   | 備考   |
| ---- | ------------- | ------------ | ------ | ------ |
| 2018 | ClearLatte CM | ダンサー     | Dancer | [ 18 ] |

## ブランドコラボ
| 時間       | ブランド                | タイトル                                              | 備考   |
| ---------- | ----------------------- | ----------------------------------------------------- | ------ |
| 2021年06月 | Sitrana（シトラナ）     | Sitranaアジア太平洋地域アンバサダー                   | [ 23 ] |
| 2021年07月 | ELIXIR（エリクシール）  | エリクシールブランドエッセンスアンバサダー            | [ 24 ] |
| 2021年08月 | Celvoke（セルヴォーク） | Celvoke「アジア地区リップスペシャリティアンバサダー」 | [ 25 ] |
| 2024年2月  | HUGO                    | HUGOブランドアンバサダー                              |        |
| 2024年3月  | Rohto（ロート）         | ロートMelanoCCブランドアンバサダー                    |        |